# Adiantum abscissum
Adiantum abscissum là một loài thực vật có mạch trong họ Adiantaceae. Loài này được Schrad. miêu tả khoa học đầu tiên năm 1824.